# Casa Caritat de Valls
La Casa Caritat de Valls és un organisme autònom de l'Ajuntament de Valls adscrit actualment a la Regidoria d'Educació i Formació. La seu de Casa Caritat és a la carretera del Pla, 37 A, de Valls. Segons els seus Estatuts, publicats al Butlletí Oficial de la Província de Tarragona núm. 287, i publicat el 15 de desembre de 2004, Casa Caritat té per finalitat "l'atenció, integració i participació de col·lectius amb especials dificultats de desenvolupament a través de la creació de programes específics i actuacions que millorin la qualitat de vida i les oportunitats de promoció de les persones, de l'àmbit de la ciutat de Valls i de la comarca de l'Alt Camp". Les seves línies d'actuació es concreten en l'àmbit laboral i formatiu, en l'àmbit de dinamització comunitària i en l'àmbit d'atenció a entitats i associacions.
Els principals serveis que Casa Caritat ofereix actualment són:
- El Servei Sòlid, Servei d'Orientació i Dinamització laboral, que té per objectiu conèixer els interessos laborals i definir l'itinerari laboral més adequat a cada persona, mitjançant un procés individualitzat, derivació formativa i la recerca activa de feina.
- El Club feina, que té per objectiu posar a l'abast de qui busca feina les ofertes de treball publicades en el territori, així com el suport tècnic i humà per gestionar-les.
- La Borsa de treball municipal, que té per objectiu posar en contacte les empreses que necessitin treballadors amb les persones que estan cercant feina. I el portal laboral Vesperfeina.cat, el qual és una eina àgil per inscriure's a la borsa de treball municipal, consultar les ofertes i altres serveis per a l'ocupació i la formació.[1]
- El Servei de Formació, el qual ofereix a la ciutadania que es troba en situació d'atur cursos de formació professional vinculats a diferents oficis. Aquests cursos són finançats pel Servei d'Ocupació de Catalunya. Un dels projectes més emblemàtics que s'ofereixen són els que combinen formació i treball, és a dir, les Escoles Taller i els Tallers d'Ocupació.
- El projecte Òmnia, el qual té per objectiu apropar les noves tecnologies de la informació i la comunicació a la ciutadania, a través de cursos de diferents nivells i àmbits d'aprenentatge, així com desenvolupar un treball comunitari i col·laborar en la inserció laboral.
- L'Espai Formació, el qual ofereix a la ciutadania un ampli ventall de cursos de formació de temàtiques diverses.
- L'Antena del Coneixement de Valls, projecte de la Universitat Rovira i Virgili, té la finalitat d'apropar la universitat a la ciutadania i fomentar el coneixement entre la població.[2]
- El Servei d'Atenció a l'Immigrant, que ofereix a les persones nouvingudes l'acollida, l'assessorament legal, la mediació, l'acolliment lingüístic, i l'orientació necessària perquè coneguin tots els serveis de la societat acollidora.
- Suport a les associacions, a través del qual s'ofereix un servei de cessió d'espais i infraestructures a les entitats i associacions vallenques.

Els Òrgans de govern de Casa Caritat són el Consell Rector, el president i el gerent. El Consell Rector està integrat pel president (el titular de la Regidoria a la qual està adscrita Casa Caritat), un vocal per a cada grup polític municipal i entre 5 i 10 vocals proposats pel president.

## Història
Casa Caritat va ser fundada el 1991 amb el nom de Fundació Pública Municipal per a la Infància i la Joventut "Casa Caritat", i es va ubicar a l'Antiga Casa Caritat, vinculada a la Comunitat de Carmelites de la Caritat de Valls.